# Contea di Haixing
La contea di Haixing (海兴县S, Hǎixīng XiànP) è una contea della Cina, situata nella provincia di Hebei e amministrata dalla prefettura di Cangzhou.